# Jean d'Arcet
Jean d'Arcet (Doazit, 7 settembre 1724 – Parigi, 12 febbraio 1801) è stato un chimico francese.
Fu maestro del figlio di Montesquieu, di cui rimarrà amico fino alla morte. Nel 1774 venne nominato professore al Collège de France e successivamente nominato membro della Accademia francese delle scienze. Grazie a lui si deve la prima produzione di porcellana in Francia, ma anche  la produzione di soda dal sale marino e l'invenzione di una lega fusibile che portò il suo nome. Venne nominato senatore nel 1799.

## Pubblicazioni
- Sur l'action d'un feu égal sur un grand nombre de terres (1766-1771)
- Expériences sur plusieurs diamants et pierres précieuses (1772)
- Discours en forme de dissertation sur l'état actuel des montagnes des Pyrénées... prononcé par M. d'Arcet pour son installation et l'inauguration de la chaire de chimie au Collège de France, le 11 décembre 1775 (1776)
- Rapport sur l'électricité dans les maladies nerveuses (1783)